# Поляци в Уругвай
Поляците в Уругвай са етническа група в Уругвай.

## Численост
Поляците има в Уругвай от края на XIX век. Открити са общо 497 уругвайци, които са избрали Полша за държава в която да живеят. Общо 5000 поляци живеят в страната.

## Религия
Всички поляци в Уругвай са християни.